# Tyrawa (rejon samborski)
Tyrawa (ukr. Тарава) – wieś na Ukrainie w rejonie samborskim obwodu lwowskiego.

## Historia
Pod koniec XIX w. część wsi Pianowice w powiecie samborskim.